# Execução de Angel Mou Pui-Peng
A execução de Angel Mou Pui-Peng ocorreu em 6 de Janeiro de 1995, quando uma jovem luso-chinesa foi executada por enforcamento sob a acusação de posse de cerca de 4 quilos de heroína. À época, Portugal pediu clemência oficialmente, pelas vias diplomáticas, que, no entanto, não foi concedida, como é usual em Singapura em situações similares.